# Сиамско-вьетнамская война (1841—1845)
Сиамско-вьетнамская война (1841—1845) — война между Вьетнамом и Сиамом, вызванная попыткой Сиама расширить своё влияние в Камбодже и воспрепятствовать приобретению Вьетнамом новых территорий в регионе в результате ослабления Кхмерской Империи.
После того, как Сиам неудачно попытался восстановить своё господство в Камбодже и к власти в стране с помощью Вьетнама пришла королева Анг Мэй, господство Вьетнама в Камбодже стало всё более и более возрастать. В 1841 году вьетнамская оккупация и притеснения вызвали восстание кхмеров, сопровождавшееся убийствами вьетнамцев, призывами к Сиаму о помощи и обращением к принцу Анг Дуонгу, находящемуся в то время в Бангкоке, вернуться в страну и стать королём. Тогда же сиамский король Рама III отправил в Камбоджу армию для оказания поддержки Анг Дуонгу. Вьетнам, располагавший более чем 50-ю крепостями на территории Камбоджи, развязал полномасштабную войну против сельских повстанцев и сиамцев, продлившуюся около 4-х лет. Несмотря на то, что в целом вьетнамцы потерпели поражение, они отказались покинуть страну.
В 1845 году обе стороны достигли компромисса, согласно которому в Камбодже устанавливался сиамско-вьетнамский сюзеренитет с превосходством Сиама. В 1848 году состоялась коронация нового короля Камбоджи — Анг Дуонга.